# Braintree (MBTA-Station)
Braintree ist der Name einer U-Bahn-Station der Massachusetts Bay Transportation Authority (MBTA) im namensgebenden Ort Braintree im Bundesstaat Massachusetts der Vereinigten Staaten. Sie bietet Zugang zur U-Bahn-Linie Red Line sowie zu Pendlerzügen der MBTA Commuter Rail. Die Station ist südlicher Endbahnhof der Red Line und Durchgangsbahnhof für die Commuter Rail-Linien der Old Colony Lines.

## Geschichte
Die Station wurde am 22. März 1980 für die Red Line eröffnet. Seit der Wiedereröffnung der Old Colony Lines am 26. September 1997 wird die Station auch von Zügen dieser Linien angefahren.

## Bahnanlagen

### Gleis-, Signal- und Sicherungsanlagen
Der U-Bahnhof verfügt über insgesamt vier Gleise, von denen zwei für die Red Line und zwei für die Commuter Rail-Züge zur Verfügung stehen. Sie sind jeweils über Mittelbahnsteige zugänglich.

### Gebäude
Der U-Bahnhof befindet sich an der Adresse 197 Ivory Street und ist vollständig barrierefrei zugänglich.

## Umfeld
An der Station besteht eine Anbindung an zwei Buslinien der MBTA. Darüber hinaus stehen 1.281 kostenpflichtige Park-and-ride-Parkplätze zur Verfügung.